# Lola Heude
 (septembre 2024).
La mise en forme du texte ne suit pas les recommandations de Wikipédia : il faut le « wikifier ».
Les points d'amélioration suivants sont les cas les plus fréquents. Le détail des points à revoir est peut-être précisé sur la page de discussion.
- Les titres sont pré-formatés par le logiciel. Ils ne sont ni en capitales, ni en gras.
- Le texte ne doit pas être écrit en capitales (les noms de famille non plus), ni en gras, ni en italique, ni en « petit »…
- Le gras n'est utilisé que pour surligner le titre de l'article dans l'introduction, une seule fois.
- L'italique est rarement utilisé : mots en langue étrangère, titres d'œuvres, noms de bateaux, etc.
- Les citations ne sont pas en italique mais en corps de texte normal. Elles sont entourées par des guillemets français : « et ».
- Les listes à puces sont à éviter, des paragraphes rédigés étant largement préférés. Les tableaux sont à réserver à la présentation de données structurées (résultats, etc.).
- Les appels de note de bas de page (petits chiffres en exposant, introduits par l'outil «  Source ») sont à placer entre la fin de phrase et le point final[comme ça].
- Les liens internes (vers d'autres articles de Wikipédia) sont à choisir avec parcimonie. Créez des liens vers des articles approfondissant le sujet. Les termes génériques sans rapport avec le sujet sont à éviter, ainsi que les répétitions de liens vers un même terme.
- Les liens externes sont à placer uniquement dans une section « Liens externes », à la fin de l'article. Ces liens sont à choisir avec parcimonie suivant les règles définies. Si un lien sert de source à l'article, son insertion dans le texte est à faire par les notes de bas de page.
- La présentation des références doit suivre les conventions bibliographiques. Il est recommandé d'utiliser les modèles {{Ouvrage}}, {{Chapitre}}, {{Article}}, {{Lien web}} et/ou {{Bibliographie}}. Le mode d'édition visuel peut mettre en forme automatiquement les références.
- Insérer une infobox (cadre d'informations à droite) n'est pas obligatoire pour parachever la mise en page.

Pour une aide détaillée, merci de consulter Aide:Wikification.
Si vous pensez que ces points ont été résolus, vous pouvez retirer ce bandeau et améliorer la mise en forme d'un autre article.
Lola Heude, née le 14 septembre 1988 à Levallois-Perret, est une actrice, réalisatrice et clown franco-belge. Elle s'est fait connaître par son personnage silencieux de Titi, créé en 2022.

## Biographie

### Formation
Lola Heude se forme aux arts du cirque à l’Académie Fratellini de 2002 à 2005, un centre d'arts du cirque où elle se spécialise en funambulisme et en acrobatie. Elle se dirige en 2006 vers le théâtre classique aux Cours Simon avant d'intégrer une école professionnelle de clown contemporain, le Samovar, de 2009 à 2011. Elle complète sa formation de 2018 à 2020 au CNAC, le Centre national des arts du cirque en magie nouvelle.

### Théâtre
En 2011, elle joue dans le spectacle de Robert Hossein, Une femme nommée Marie devant plus de 25 000 spectateurs. Cette représentation unique est retransmise sous forme de captation filmée.
Grâce à son jeu de clown contemporain, elle joue en 2014 dans une adaptation du dessin animé Le Roi et l'Oiseau de Jacques Prévert pour la compagnie Kaléidoscope avec une mise en scène de Charlotte Dupuydenus.
Lola Heude crée pour le jeune public Titi tombe, Titi tombe pas, joué plus de quatre cents fois devant soixante-dix mille spectateurs. Elle dirige artistiquement la compagnie Attends, dont les spectacles Titi et Nananère sont soutenus en 2023 par Société civile pour l'administration des droits des artistes et musiciens interprètes (ADAMI).

### Films
Avec la réalisation d’une quinzaine de courts-métrages , elle remporte plusieurs prix, notamment en 2014 au festival Ptit clap pour son court-métrage Quiproquo, prix coup de cœur du public, et au festival Sur les pas de mon oncle, prix du jury et prix coup de cœur du public. Son court-métrage Pao remporte également le prix du meilleur court-métrage au festival 7e Art Jeune Talent.